# Раумбах
Раумбах (њем. Raumbach) општина је у њемачкој савезној држави Рајна-Палатинат. Једно је од 119 општинских средишта округа Бад Кројцнах. Према процјени из 2010. у општини је живјело 428 становника. Посједује регионалну шифру (AGS) 7133081.

## Географски и демографски подаци
Раумбах се налази у савезној држави Рајна-Палатинат у округу Бад Кројцнах. Општина се налази на надморској висини од 157 метара. Површина општине износи 4,4 km². У самом мјесту је, према процјени из 2010. године, живјело 428 становника. Просјечна густина становништва износи 97 становника/km².